# Wuhan Open (snooker)
Wuhan Open – profesjonalny turniej snookera, który od 2023 roku odbywa się w chińskim mieście Wuhan jako turniej rankingowy.

## Historia
Wraz z wybuchem pandemii COVID, wiosną 2020 roku wstrzymano podróże międzynarodowe. Podczas gdy w kolejnym sezonie europejskie turnieje World Snooker Tour przeniesiono do chronionego obszaru w Anglii, wszystkie turnieje chińskie całkowicie usunięto z kalendarza. Przez kolejne dwa lata obowiązywały ograniczenia, zwłaszcza w Chinach, uniemożliwiające wznowienie turniejów zawodowych. Dopiero w 2023 roku ten azjatycki kraj ponownie stał się regularnym gospodarzem turniejów. Oprócz trzech tradycyjnych, w sezonie 2023/24 wprowadzono nowy turniej – Wuhan Open. Stolica prowincji Hubei była po raz pierwszy gospodarzem profesjonalnych zawodów.
Pula nagród wyniosła 700 000 funtów, co czyniło ten turniej najgorzej płatnym spośród czterech turniejów w Chinach w inauguracyjnym sezonie. Jednak i tak było w nim znacznie więcej do wygrania niż w zwykłych turniejach europejskich.

## Zwycięzcy
| Rok  | Miejsce | Zwycięzca    | Wynik | Finalista  | Sponsor                | Sezon   | Przypisy          |
| ---- | ------- | ------------ | ----- | ---------- | ---------------------- | ------- | ----------------- |
| 2023 | Wuhan   | Judd Trump   | 10-7  | Ali Carter | Panda Club             | 2023/24 | [ 2 ] [ 3 ] [ 4 ] |
| 2024 | Wuhan   | Xiao Guodong | 10-7  | Si Jiahui  | Optics Valley of China | 2024/25 | [ 5 ] [ 6 ]       |
| 2025 | Wuhan   |              | -     |            |                        | 2025/26 | [ 7 ]             |